# Il passatore (miniserie televisiva)
Il Passatore è una miniserie televisiva del 1977, diretta da Piero Nelli, tratta da Fatti memorabili della banda del Passatore in terra di Romagna di Francesco Serantini.

## Trama
Narra gli ultimi anni di vita del bandito romagnolo Stefano Pelloni, detto "il Passatore".